# Sofreír

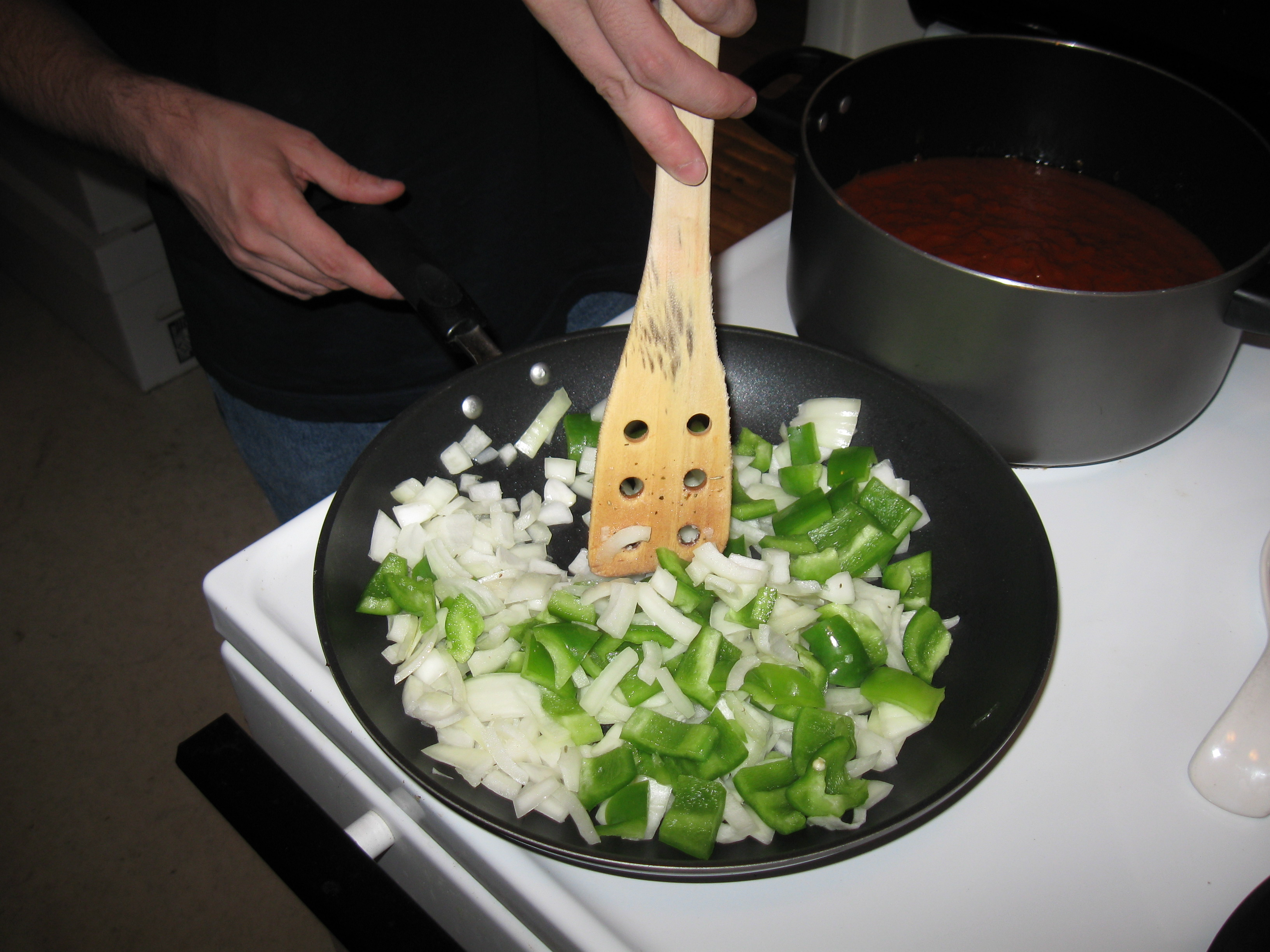
Sofriendo pimientos y cebollas.

Sofreír es una técnica de cocina que consiste en hacer freír en una sartén a baja temperatura (menos de 100 °C) los alimentos. Se suele aplicar el concepto generalmente cuando se habla de verduras finamente picadas con la finalidad de que suelten sus jugos debido a la acción de calor.
El término es ampliamente utilizado en varias regiones hispanoparlantes. Sin embargo, hay regiones en donde no se utiliza este término sino que se dice «sudar», pero haciendo referencia a técnicas de cocción similares.

## Características
Generalmente, la moderación del calor hace que se evite la coloración o doramiento del alimento, en particular en las cebollas o las chalotas. Cuando las verduras no toman color mediante esta acción de sofritura se dice que se las «hace sudar», es decir, que sueltan sus jugos interiores. La sofritura continúa hasta que dichos jugos desaparecen.
Para esta técnica culinaria no se emplean grandes cantidades de aceite vegetal o mantequilla. En algunas regiones se emplean grasas de animales (pato, ganso) debido a su bajo punto de fritura.

## Usos
Uno de los usos más extendidos es el del tomate sofrito que suele ser la base de diferentes preparaciones posteriores como salsas, guarniciones, etc. Aromatizado con cilantro recibe la denominación «a la griega». Otras verduras sofritas suelen ser las cebollas y chalotas.
En algunos países se suele sofreír una mezcla de verduras diversas (cebolla, pimiento, tomate, ajo) a fin de preparar una especie de salsa que se emplea generalmente en los guisados. Dicha salsa recibe el nombre de hogao, hogo o refrito en Colombia y sofrito o aliños en Venezuela.
También se puede preparar arroz usando este método para elaborar arroz blanco y así quedará más suelto.